# René Charles Joseph Maire
Pour les articles homonymes, voir Maire (homonymie).
René Charles Joseph Maire, né le 29 mai 1878 à Lons-le-Saunier (Jura) et mort le 24 novembre 1949  à Alger, est un universitaire, mycologue et botaniste français.

## Biographie
René Maire est né le 29 mai 1878 à Lons-le-Saunier où son père résidait. Il était lorrain de vieille souche, descendant d'une famille bourgeoise de Lunéville et de Metz. Orphelin de mère alors qu'il n'avait que deux ans, sa première enfance s'est écoulée dans la campagne franc-comtoise, près de Gray. C'est là que survient l'accident qui devait le priver de l'usage d'un œil. Cet accident aura une incidence plus tard sur sa vie de chercheur.
Sa carrière botanique commença très tôt. À 18 ans, il fut l'auteur d'un herbier de la Haute-Saône visible aujourd'hui au muséum d'histoire naturelle de Gray. Docteur ès sciences en 1905, il fut professeur de botanique à la Faculté des sciences d'Alger dès 1911. Il s'occupa particulièrement de phytopathologie au laboratoire de Botanique agricole et appliquée de la faculté des sciences de l'Université d'Alger.  Il herborisa en Algérie et au Maroc dès 1902-1904. Chargé de mission par le gouvernement marocain de 1921 à 1930, il se vit confier l'étude botanique du Sahara central, notamment du Hoggar en 1928. Il fut membre de la Société mycologique de France, de la Société d'histoire naturelle de la Moselle à Metz dès 1897 où débuta sa passion et de la Société d'histoire naturelle d'Afrique du Nord. Le 6 mai 1946, il était élu membre non résidant de l'Institut de France (Académie des Sciences) à l'unanimité. Il est membre fondateur de la Station internationale de géobotanique méditerranéenne et alpine de Montpellier.
Il publia de nombreux ouvrages dont ses contributions à l'étude de la flore d'Afrique du Nord (1918-1931). Son œuvre majeure est une Flore de l'Afrique du Nord en 16 volumes publiée après sa mort à partir de 1953, par les soins de ses collègues botanistes Marcel Guinochet, Louis Faurel et Pierre Quézel. Elle est cependant inaboutie, puisque plus de la moitié des familles, genres et espèces n'ont pu être rédigées par l'auteur surpris par la mort.
L'herbier d'Afrique du Nord, ou herbier de l'Université d'Alger (code AL), est couramment désigné par abus de langage « herbier René Maire ». C'est une œuvre monumentale rassemblée patiemment par de ses prédécesseurs (Pomel, Cosson, Battandier, Trabut...) puis enrichie par René Maire à partir de ses nombreuses récoltes personnelles et celles de ses nombreux collaborateurs. Il est composé d'environ 1 million de parts, dont de nombreux types nomenclaturaux et est entreposé à l'Institut de Botanique de l'Université de Montpellier 2 (code MPU). C'est le plus grand herbier historique concernant la flore de l'Afrique du Nord (de la Cyrénaïque au Maroc en passant par le Sahara central). Il est consultable en ligne. Une partie minoritaire de cet herbier historique demeure conservé à la Faculté centrale d'Alger.

## Orientation bibliographique
- Brève biographie dans “Cent ans d'activité scientifique”, Élie Fleur, Bulletin de la Société d'histoire naturelle de la Moselle, 34e cahier, 1935, p. 54.
- Hommage rendu par l'Académie des sciences, « téléchargeable en ligne »(Archive.org • Wikiwix • Archive.is • Google • Que faire ?) contenant :
  - l'allocution de M. Edmond Sergent, membre lors des funérailles ;
  - la notice sur la vie et les travaux de M. Robert Courrier, secrétaire perpétuel de l'Académie des sciences ;
  - des notes bio-bibliographiques ;
  - une liste des espèces dédiées à René Maire.
- René Maire 1878-1949. Sa vie et son œuvre. Publié par la Société d'Histoire Naturelle de l'Afrique du Nord en 1952, consultable en ligne contenant :
  - un portrait ;
  - la liste des principales notices biographiques consacrée à René Maire ;
  - l'hommage de P. Guinier ;
  - les discours et allocutions prononcés aux obsèques de René Maire le 26 novembre 1949 ;
  - la liste des publications de René Maire classées par matières.
- Présentation de son projet de flore d'Afrique du Nord à l'Académie des Sciences en ligne
- André Charpin et Jean Timbal, « Liste des membres de la Société botanique de France de son origine (1854) à 2003 (150 ans) », Acta Botanica Gallica, vol. 154, no 3,‎ 2007, p. 423-492.
- Georges Malençon, Allocution prononcée à la mémoire du Pr René Maire, séance du 10 janvier, Société des sciences naturelles du Maroc, 1950.
- Yamina Bettahar, « René Maire », dans Isabelle Guyot-Bachy et Jean-Christophe Blanchard (dir.), Dictionnaire de la Lorraine savante, Metz : Éditions des Paraiges, 2022, p. 217-218.